# Laconisme

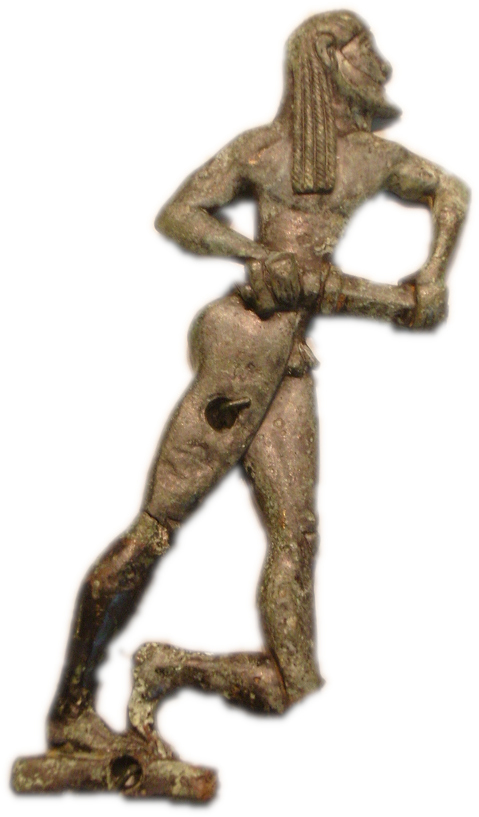
Guerrer espartà. No s'esperava d'ells que pronunciessin discursos.

El laconisme és la qualitat d'expressar-se de manera concisa i breu, sovint amb un cert enginy. Procedeix del topònim "Lacònia", la regió on es trobava Esparta, i s'explica pel fet que els espartants eren extremadament austers en tots els aspectes de la vida i especialment en l'expressió verbal.
Una anècdota concreta originà aquest terme: durant el setge d'un indret de Lacònia, els assaltants enviaren un missatger per demanar als habitants la rendició advertint-los "si sou vençuts, us esclavitzarem per sempre". El comandant de la ciutadella va respondre: "si venceu" (de fet, només van dir "si", en grec, ἐὰν)

## Exemples de frases lacòniques
- Molon labé
- En acomiadar-se del seu marit Leònides que marxava a les Termòpiles per enfrontar-se al perses (i, amb tota seguretat, morir), Gorgo, reina d'Esparta li preguntà què havia de fer, ell li aconsellà "Casa't amb un bon home i tingues bons fills".